# Vincetoxicum nanum
Vincetoxicum nanum là một loài thực vật có hoa trong họ La bố ma. Loài này được (Buch.-Ham. ex Wight) Liede miêu tả khoa học đầu tiên năm 1996.